# Прапор (видавництво)
«Прапор» — українське видавництво. 

## Історія та зміст
Засноване у 1945 році у Харкові як Харківське книжково-журнально-газетне видавництво. 
У 1964 році внаслідок реорганізації видавничої справи видавництво підпорядкували Державному комітету Ради міністрів УРСР по пресі й назвали «Прапор».
Випускало історико-партійну, масово-політичну, виробничо-технічну, сільськогосподарську, художню, туристську й краєзнавчу літературу, образотворчу продукцію. Видавало міжвидавничі бібліотеки «З досвіду партійної роботи», «Бібліотеку передового досвіду», «Заграва», «Шкільну бібліотеку», серії «Історія фабрик і заводів», «Грані нашого життя», «Про доблесті, про подвиги, про славу». Випускало журнал «Прапор». Обслуговувало, крім Харківської, Полтавську і Сумську області.
З 1992 року «Всеукраїнське державне багатопрофільне видавництво „Прапор“». З 2001 — ВАТ «Прапор». Директор — Бобровнікова Л. О.